# Malcolmia ramosissima
Malcolmia ramosissima är en korsblommig växtart som först beskrevs av René Louiche Desfontaines, och fick sitt nu gällande namn av Albert Thellung. Malcolmia ramosissima ingår i släktet strandlövkojor, och familjen korsblommiga växter. Inga underarter finns listade i Catalogue of Life.